# Campo San Martino
Campo San Martino (velenceiül Canpo San Martin) település Olaszországban, Veneto régióban, Padova megyében. Lakosainak száma 5605 fő (2023. január 1.). Campo San Martino Piazzola sul Brenta, San Giorgio delle Pertiche, Santa Giustina in Colle, Villa del Conte, Curtarolo és San Giorgio in Bosco községekkel határos.

## Népesség
A település népességének változása:
| Lakosok száma | 5775 | 5753 | 5605 |
|               | 2017 | 2018 | 2023 |